# هوتيكون
هوتيكون (بالألمانية: Hüttikon) هي بلدية سويسرية تتبع لمقاطعة ديلسدورف في كانتون زيورخ. تبلغ مساحتها 1.62 كيلومتر مربع، ويقدر عدد سكانها بـ 930 نسمة (حسب تعداد ديسمبر 2017).